# Культура Ґенроку

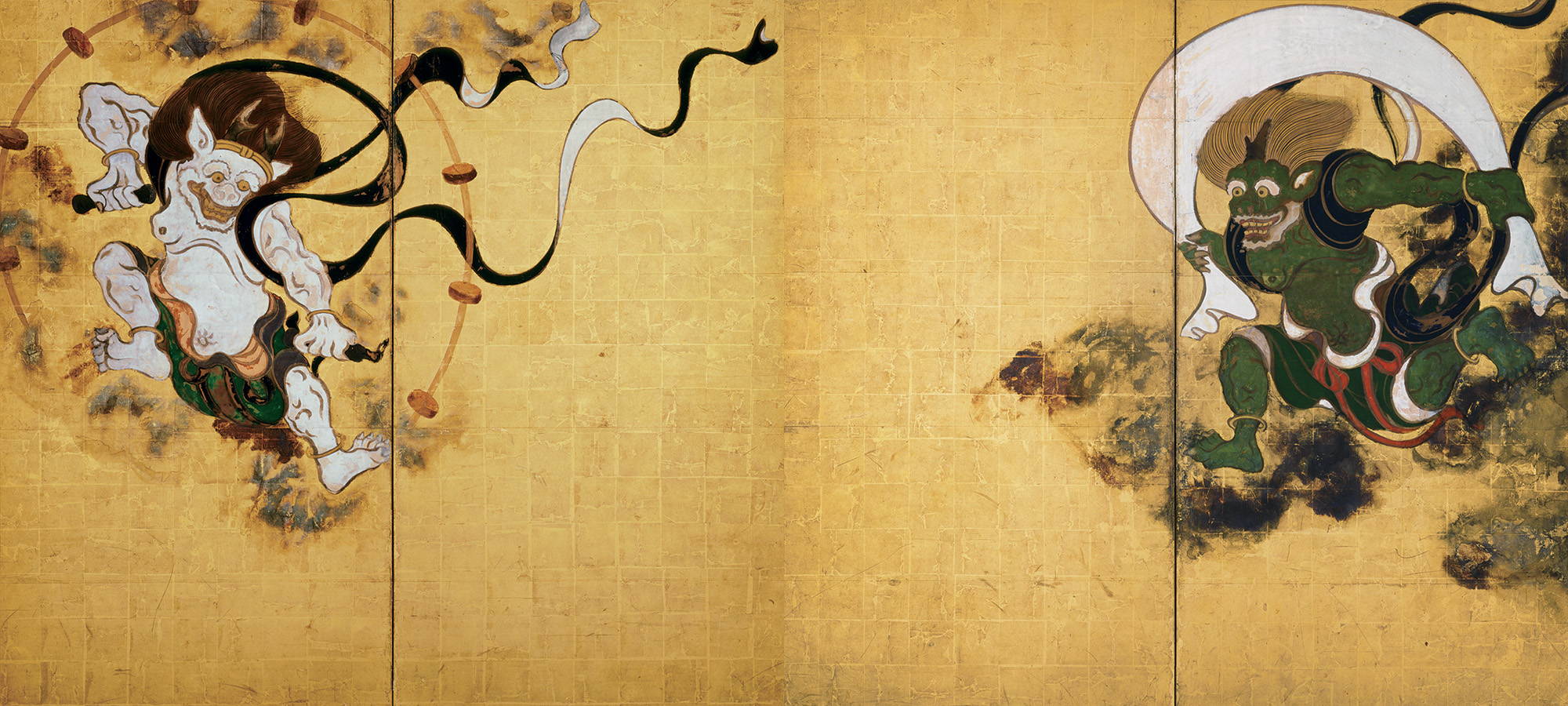
Ширма богів вітру і грому (Таварая Сотацу, 17 століття).

Культура Ґенроку (яп. 元禄文化, げんろくぶんか, ґенроку бунка) — термін, яким позначають японську культуру другої половини 17 — початку 18 століття. Відповідає початку — середині періоду Едо.
Названа за девізом Імператорського правління Ґенроку (1688—1704).
Характерними рисами культури є:
- культурне домінування Центральної Японії, а саме Кіото й Осаки.
- поява гуманізму і раціоналізму.
- розквіт поезії хайку завдяки Мацуо Басьо.
- розквіт лялькового театру нінґьо-дзьорурі (Бунраку).
- поява жанру ілюстрованих оповідань укійо-дзосі.
- поява перших досліджень з японської літературної класики.
- розквіт театру кабукі.
- розквіт неоконфуціанства і формування на його основі державної ідеології Японії (Хаясі Радзан, Араї Хакусекі).
- розквіт точних і природничих наук:

- математика (Секі Такакадзу)
- агрономія (Міядзакі Ясусада)
- медицина і військова справа (Хірадзумі Сен'ан)

- розквіт шкіл малювання Тоса і Рімпа.
- поява гравюр укійо-е (Хісікава Моронобу)
- розквіт японського гончарства.
- розквіт японського садового мистецтва.
- поява пісень нагаута.